# Лінкольн-центр

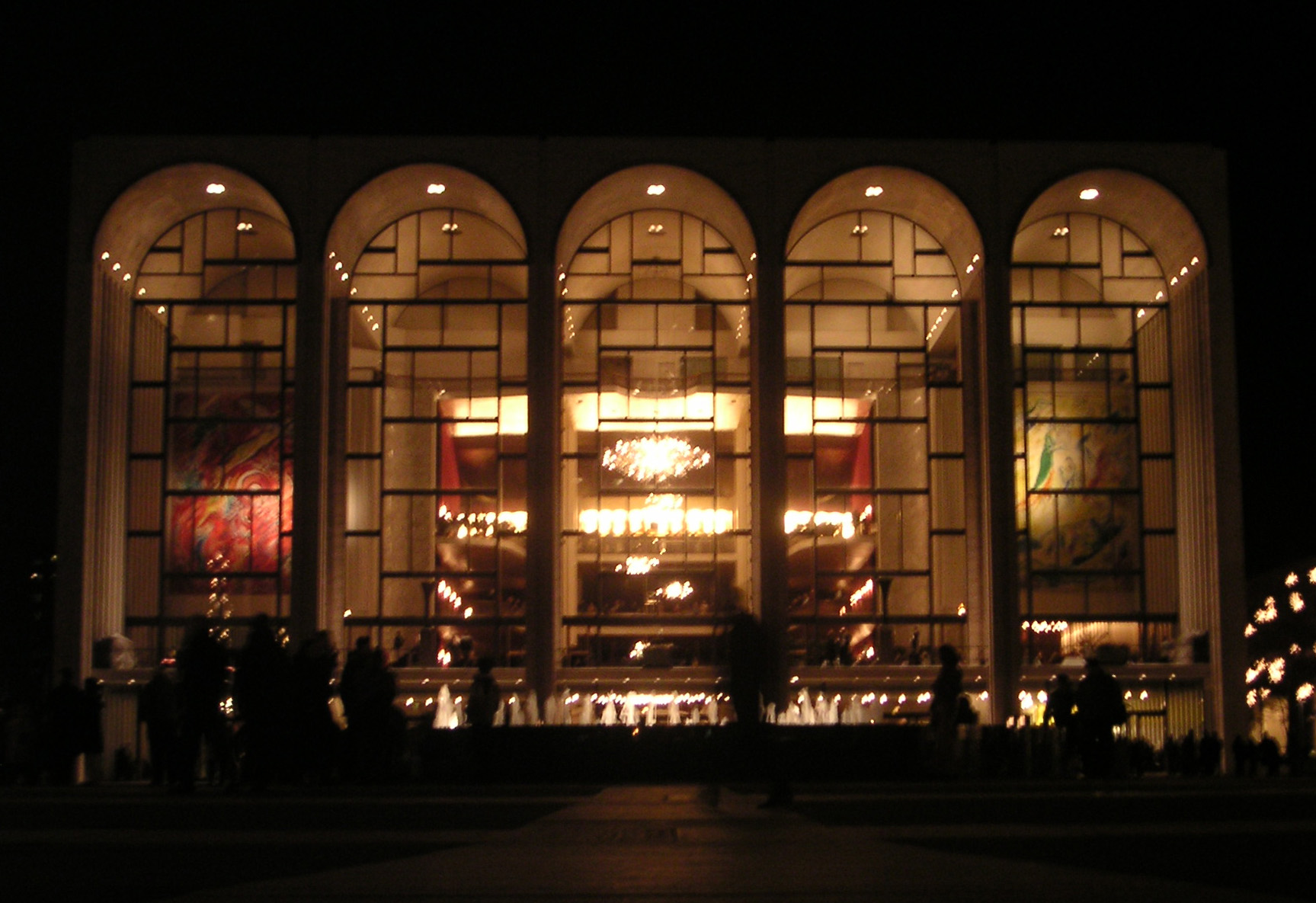
Будівля театру Метрополітен опера

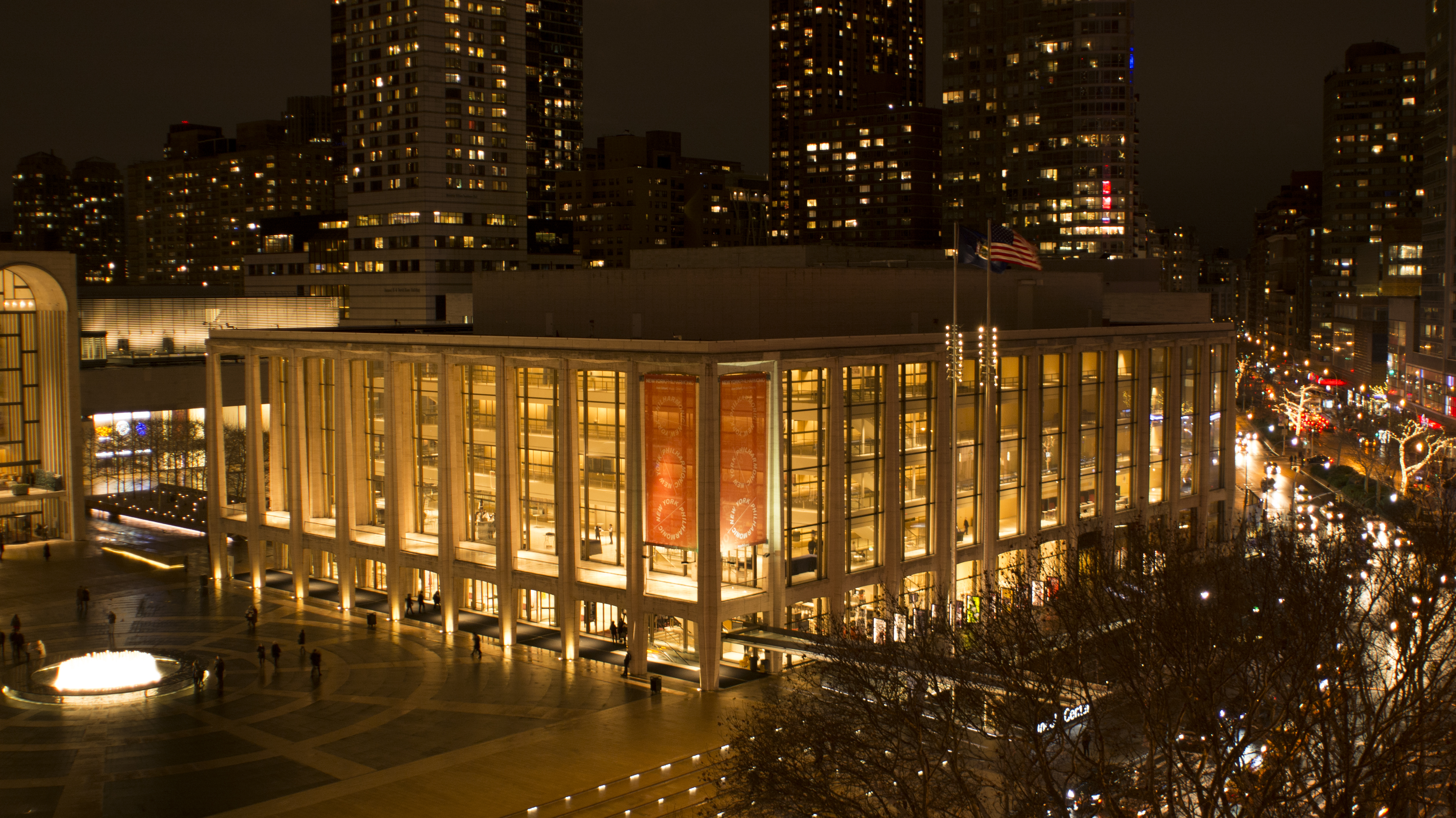
Девід-Геффен-хол, до 2015 року — Евері-Фішер-хол

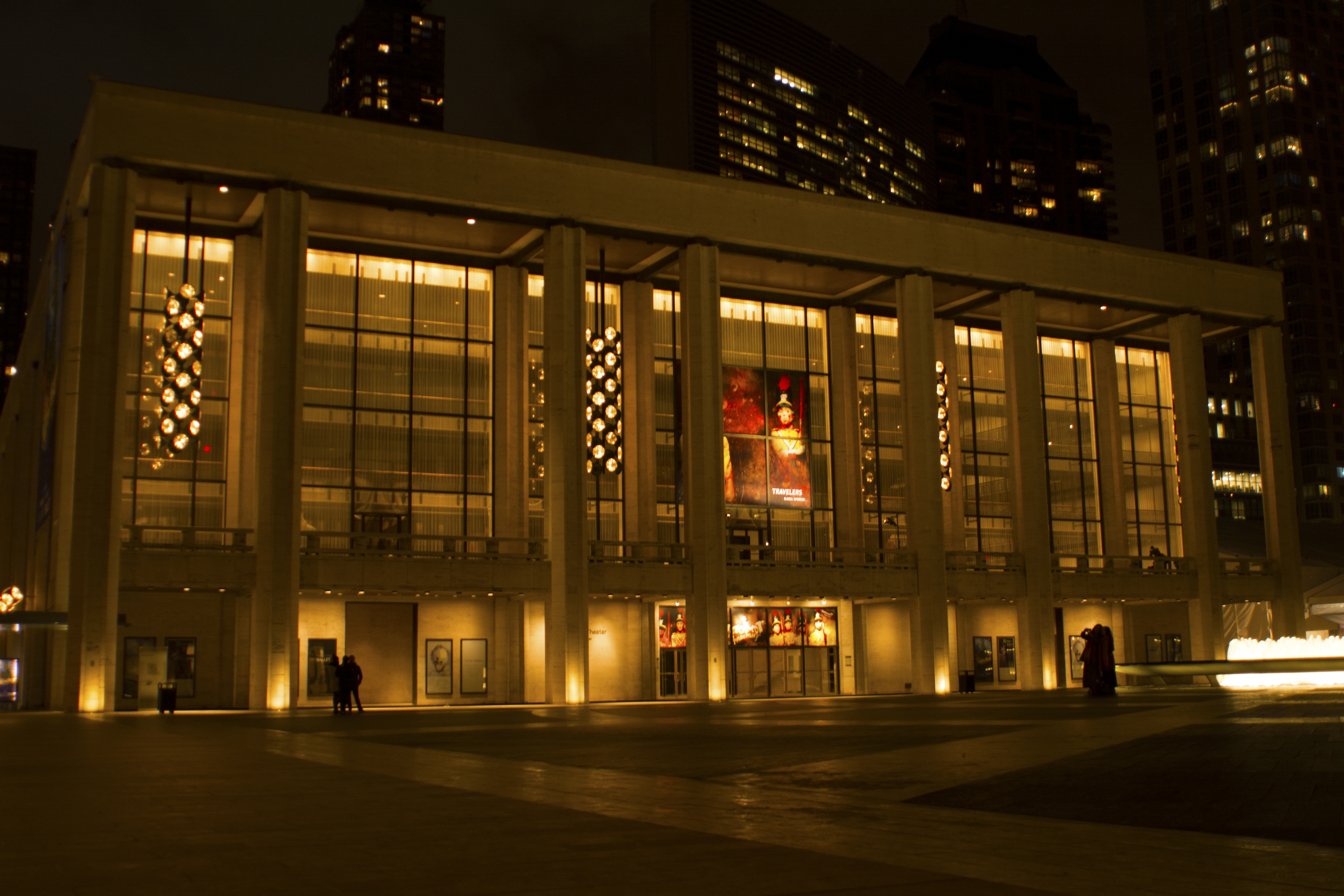
Театр Девіда Коха

40°46′21″ пн. ш. 73°59′02″ зх. д. / 40.7725° пн. ш. 73.983888888889° зх. д.
Лінкольн-центр (англ. Lincoln Center) — найбільший культурний центр Нью-Йорка, розташований на Мангеттені. Тут знаходиться всесвітньо відомий театр Метрополітен-опера та низка інших культурних установ. Лінкольн-центр видає проспекти та журнали про культуру, зокрема відомі за межами США журнали «Opera News» та «Film Comment».

## Розташування
Лінкольн-центр розташований в Західному Мангеттені на ареалі площею 61 000 м² між Амстердам-Авеню та Колумбус-Авеню, а також між 62-ю та 66-ю вулицями. На півночі він межує з Лінкольн-сквером. Раніше на цьому терені знаходився квартал Сан-Хуан-Гілл.

## Структура
Центр виконавських мистецтв, названий на честь президента США Авраама Лінкольна, є комплексом із 12 будівель, призначених для різних публічних культурних заходів та освітніх цілей — концертних залів, оперних і драматичних театрів, кіноцентрів тощо. Лінкольн-центр є однією з найбільших у світі культурною агломерацією.
У власному приміщенні виступає трупа Метрополітен-опери, в будівлі театру Девіда Коха — трупа Нью-Йоркського балету (до 2011 р. тут також давала вистави Нью-Йоркська міська опера), в будівлі Девід-Геффен-хол, до 2015 року — Евері-Фішер-хол — Нью-Йоркський філармонічний оркестр. Концертний зал Еліс Таллі, що входить у комплекс Джульярдської школи, наданий для виступів Товариства камерної музики та заходів Нью-Йоркського кінофестивалю, театр Вівіани Бомон — для драматичних постановок. Заходи Кінотовариства Лінкольн-центру відбуваються в залі театру Волтера Ріда. Також тут знаходяться Школа американського балету, Нью-Йоркська публічна бібліотека виконавських мистецтв і Джазовий центр — група будівель, куди входять Роуз-театр на більш ніж тисячу місць, Зал Аллена і джазовий клуб Діззі «Кока-кола». В Дамрош-парку знаходиться літній амфітеатр, в якому проводять концерти просто неба.

## Історія
Лінкольн-центр на Манхеттені закладено 1959 року президентом Дуайтом Девідом Ейзенхауером. Будівництво почалося в 1960-х роках за рішенням консорціуму міських голів під проводом Джона Рокфеллера-молодшого. До будівництва  центру було залучено найкращих архітекторів. Він об'єднав в одному місці вже відомі культурні інституції з давньою історією, такі, як Нью-Йоркський філармонічний оркестр (1842), театр Метрополітен-опера (1883), Джульярдська школа музики (1905), Нью-Йоркська міська опера (1944) та Нью-Йоркський міський балет (1935/1948), з новими закладами.
2004 року з'явився Джазовий центр, у березні 2006 року почалася модернізація деяких будівель з метою створення університетського містечка Лінкольн-центру. Роботи тривали 4 роки й коштувала 1,2 мільярда доларів.

## Деякі архітектори Лінкольн-центру
- Макс Абрамович — Евері-Фішер-хол, Зал Філармонії, 1962 (у 1973—2015 роках — Евері-Фішер-холл);
- Воллес Гаррісон — основний план та будівля Метрополітен-опери[en], 1963—1966;
- Філіп Джонсон — Театр штату Нью-Йорк[en], 1964 (з 2008 року — театр Девіда Коха);
- Гордон Буншафт — Бібліотека і музей виконавських мистецтв[en], 1965;
- Ееро Саарінен — Театр Вівіани Бомон[en], 1965;
- П'єтро Беллускі — Джульярдська школа та прилеглий до неї Концертний зал Еліс Таллі[en], 1969;